# Rome: Total War – Alexander
Rome: Total War – Alexander – drugi dodatek do gry strategicznej Rome: Total War stworzony przez The Creative Assembly i wydany 19 czerwca 2006 roku przez firmę Sega. Przenosi gracza w czasy podboju imperium perskiego przez Aleksandra Macedońskiego. W grze pojawiają się nowe frakcje w miejsce tych z podstawowej wersji gry: Macedonia, Persja, Indie i Barbarzyńcy (Dahae, Scytia, Iliria, Tracja).
Gra toczy się w turach i czasie rzeczywistym. W kampanii gracz ma za zadanie zdobyć 30 prowincji w czasie 100 tur. Podstawowymi jednostkami Macedonii są hoplici i ciężka kawaleria. Persja natomiast posiada włóczników, ciężką jazdę, słonie bojowe, najemnych hoplitów, łuczników i wiele innych jednostek. W kampanii i w bitwach gracza z reguły gracz dysponuje mniejszą, ale za to lepiej uzbrojoną i zorganizowaną armią. W kampanii Indie występują jako perscy buntownicy, a barbarzyńcy jako kilka królestw otaczających od północy Macedonię.